# (31875) Saksena
2000 EG136 (asteroide 31875) é um asteroide da cintura principal. Possui uma excentricidade de 0.10763190 e uma inclinação de 2.97691º.
Este asteroide foi descoberto no dia 11 de março de 2000 por LINEAR em Socorro.